# 特木尔巴根

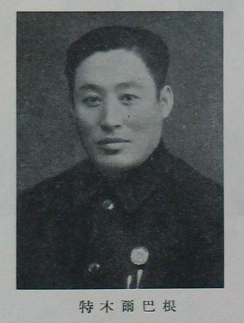

特木尔巴根（1901年—1969年1月30日），又名鲍仁山、札木苏、张成，蒙古族，卓索图盟喀喇沁右翼旗（今内蒙古自治区喀喇沁旗）人。中华民国大陆时期及中华人民共和国内蒙古政治人物。

## 生平
1901年，特木尔巴根生于卓索图盟喀喇沁右翼旗（今属赤峰市）。1918年至1924年，他先后在北京蒙藏学校以及北京大学学习。1925年加入内蒙古人民革命党。1925年初，他到蒙古人民共和国中央党校学习，10月转入苏联莫斯科东方大学国际班。1928年11月加入苏联共产党。
1929年9月，受共产国际和中共驻共产国际代表瞿秋白的派遣，与乌兰夫、佛鼎、朋斯克、德力格尔一同回国，特木尔巴根和朋斯克等三人到内蒙古东部地区开展地下革命工作。
九一八事变后，和朋斯克打入哲里木盟科尔沁左翼中旗王府保安队任参谋，在官兵中秘密宣传抗日救国思想，发展进步力量。1934年离开保安队，任旗王府第四校校长，向学生灌输爱国主义思想。1936年入科尔沁左翼中旗驻通辽办事处。1938年通辽办事处撤销，又入旗公署任教育股长。
1941年6月特木尔巴根被兴安省警备厅逮捕，在多次严刑逼供下，坚贞不屈，保护了组织。
1945年8月，他任内蒙古人民革命党东蒙党部执行委员，同年10月任内蒙古人民革命青年团秘书长。1946年1月，他担任东蒙古人民自治政府委员兼经济部长。
1946年4月，他参加内蒙古自治运动统一会议，由苏联共产党党员转为中国共产党党员，并担任内蒙古自治运动联合会常务委员兼青年部长。同年5月，他任兴安省政府主席、中共兴安省工委委员。1947年5月，他被选为内蒙古自治政府委员兼经济部部长。同年7月，他任内蒙古共产党工作委员会委员。
中华人民共和国成立后，他历任内蒙古自治区人民政府委员、财政部部长，内蒙古自治区政协副主席，中央人民政府民族事务委员会委员，内蒙古自治区高级人民法院院长，中共内蒙古自治区委员会常委，全国人大常委会民族委员会委员等职务。文化大革命期间，他受到残酷迫害。
1969年1月30日，特木尔巴根在呼和浩特被迫害致死。终年68岁。